# F. A. Cotton Medal
Die F. A. Cotton Medal für Exzellenz in chemischer Forschung wird seit 1995 jährlich von der Texas A&M University verliehen und ist nach Frank Albert Cotton benannt.
Die Medaille zeigt das Octachloridodirhenat(III)-Ion, an dem Cotton 1964 erstmals eine Vierfachbindung erkannte.

## Preisträger
- 1995 F. Albert Cotton
- 1996 George A. Olah
- 1997 Pierre-Gilles de Gennes
- 1998 JoAnne Stubbe
- 1999 Alexander Pines
- 2000 Tobin J. Marks
- 2001 Samuel J. Danishefsky
- 2002 Ada Yonath
- 2003 Gabor Somorjai
- 2004 Albert Eschenmoser
- 2005 Richard H. Holm
- 2006 Robin M. Hochstrasser
- 2007 Jacqueline Barton
- 2008 Chi-Huey Wong
- 2009 Richard N. Zare
- 2010 Peter J. Stang
- 2011 George M. Whitesides
- 2012 R. Graham Cooks
- 2013 Brian M. Hoffman
- 2014 Barry Sharpless
- 2015 Douglas C. Rees
- 2016 Stephen J. Lippard
- 2017 Jennifer Doudna
- 2018 Harry B. Gray
- 2019 A. Paul Alivisatos
- 2020 Carolyn Bertozzi
- 2022 Cynthia Friend
- 2023 Daniel G. Nocera
- 2024 David MacMillan
- 2025 Clifford P. Kubiak